# Hind Nawfal
Hind Nawfal, född 1860, död 1920, var en libanesisk kvinnorättsaktivist. Hon var journalist, och blev 1892 den första kvinnan i arabvärlden som gav ut en tidning som specialiserade sig på kvinnofrågor. Hon var en av förgrundsfigurerna och pionjärerna i den tidigare libanesiska kvinnorörelsen.